# John Batterson Stetson

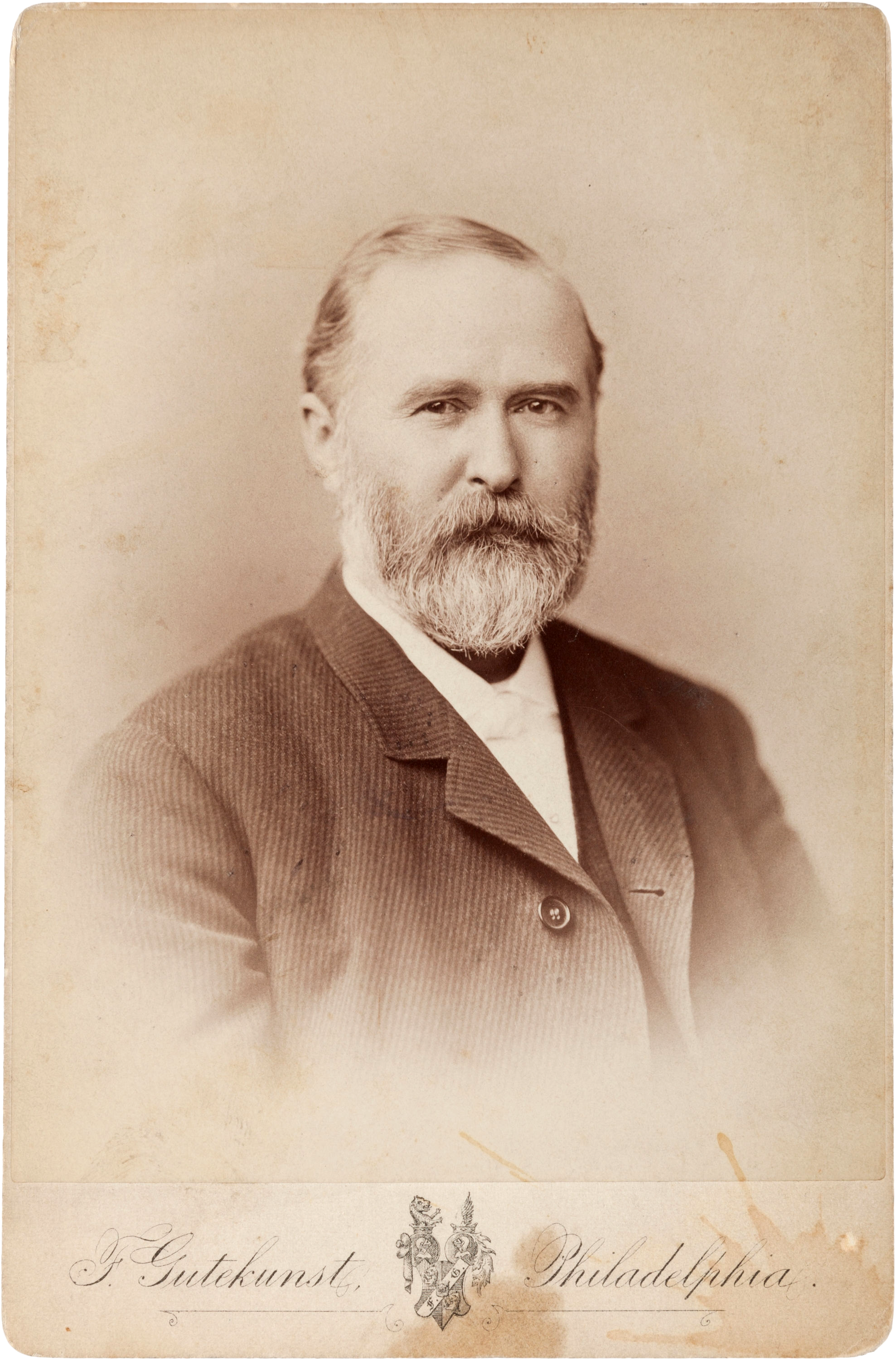
John Batterson Stetson, Kabinettkarte von Frederick Gutekunst, Philadelphia

John Batterson Stetson (* 5. Mai 1830 in Orange, New Jersey; † 18. Februar 1906 in DeLand, Florida) war ein amerikanischer Hutmacher und entwarf in den 1860er Jahren den Cowboyhut. Er gründete 1865 die John B. Stetson Company als Hersteller von Kopfbedeckungen; die von der Firma hergestellten Hüte werden umgangssprachlich Stetsons genannt. Da er die Stetson University finanziell großzügig unterstützte, wurde sie nach ihm benannt.

## Jugend
Stetson wurde als siebtes von zwölf Kinder in Orange, New Jersey geboren. Stephan Stetson, sein Vater, war Hutmacher. Als junger Mann arbeitete John zusammen mit seinem Vater, bis ein Arzt John mit Tuberkulose diagnostizierte und sagte, er habe nur noch kurze Zeit zu leben. Diese Prognose des Arztes veranlasste John Stetson, das Hutmachergeschäft zu verlassen und den Amerikanischen Westen zu erforschen, da es seine letzte Chance schien, diesen zu sehen. Dort traf er Viehtreiber, Fuhrmänner (mit ihren Ochsenkarren) und Cowboys an. Diese trugen meist Kappen aus Waschbärenfell, in die sich gerne Flöhe einnisteten. Stetson überlegte, ob Fell-Filzhüte sich als leichte, Allwetter-Hüte durchsetzen könnten.

## John B. Stetson Company
Mit Stetson als Direktor wurde seine Firma eine der größten Hut-Unternehmen der Welt. Stetson-Hüte gewannen viele Auszeichnungen.
Die meisten Arbeiter zu jener Zeit gingen von Arbeitgeber zu Arbeitgeber. Dies führte zu einer hohen Fehlzeitquote. Um Stabilität zu bringen, entschied sich Stetson, Vorteile zu offerieren, um die Arbeiter an sein Unternehmen zu binden. Er sicherte ihnen einen sauberen und sicheren Arbeitsplatz zu, baute ein Krankenhaus, einen Park und Häuser für seine 5000 Angestellten. Die Fabrik in Philadelphia bestand aus 25 Gebäuden auf einer Fläche von 36.000 m2.